# Étienne Jean Bouchu
Étienne Jean Bouchu (* 23. Mai 1714 in Langres; † 5. September 1773 in Arc-en-Barrois, Région Champagne-Ardenne) war ein französischer Eisenhüttenfachmann, Manufacteur und Enzyklopädist.

## Leben und Wirken
Sein Vater war Pierre Bouchu, Conseiller avocat du roi au siège présidial und seine Mutter war Jeanne Goix, wahrscheinlich aus der Familie der Goix Vauclair. Nach der Heirat mit Antoinette Nicole Becquet (ca. 1725–1785), der Tochter eines Eisenhüttenmeisters, Maître de forges aus Arc-en-Barrois im Jahre 1744, wird er selbst Eisenhüttenmeister. Das Paar hatte vier Kinder Catherine (* ca. 1750), Thomas (ca. 1755–1801), Marie Anne (* ca. 1760) und René Victor Bouchu (* 1763).
Er führte viele Untersuchungen zum Hüttenwesen durch, ferner analysierte er eine Vielzahl von Eisenerzen aus ganz Europa.
Étienne Jean Bouchu war Mitglied der Académie des sciences und der Académie des Sciences, Arts et Belles-Lettres de Dijon. Er schrieb für die Encyclopédie von Denis Diderot Artikel über die Verhüttung von Eisenerzen und der Gewinnung von Eisen.

## Veröffentlichungen (Auswahl)
- Gaspard L. de Courtivron, Étienne-Jean Bouchu: Abhandlung von den Eisenhammern und hohen Oefen. Aus dem Französischen der „Descriptions des arts & metiers“ übersetzt und mit Anmerkungen versehen von Johann Heinrich Gottlob von Justi. Rüdiger, Berlin, Stettin und Leipzig 1763 (E-Book. s. n., Potsdam 2010, ISBN 978-3-941919-72-3).